# John Schneider
John Richard Schneider, född 8 april 1960 i Mount Kisco, New York, är en amerikansk skådespelare och sångare. Han är främst känd för sina roller som Bo Duke i tv-serien The Dukes of Hazzard och som Jonathan Kent i serien Smallville. Schneider har också släppt tio album med countrymusik.

## Filmografi
- 1983 – Eddie Macons flykt
- 1985 – Cocaine Wars
- 1986 – Stagecoach
- 1987 – Jul i Willow Creek
- 1988 – Vildmarken kallar!
- 1990 – Hardball and Gomez
- 1990 – Hardball and Gomez - Hårdingarna
- 1990 – Hardball and Gomez 3
- 1993 – Desperate Journey: The Allison Wilcox Story
- 1996 – I tornadons öga
- 1996 – Legenden om silvergruvan
- 1997 – Sanna kvinnor
- 1997 – The Dukes of Hazzard: Reunion
- 1999 – Wisconsin Death Trip
- 1999 – A Father's Son
- 2000 – Snow Day
- 2000 – Dukes of Hazzard i Hollywood
- 2001 – Fire from the Sky
- 2002 – Marys jul
- 2004 – 10.5
- 2005 – Felicitys äventyr
- 2006 – Hidden Secrets
- 2007 – Lake Placid 2
- 2007 – Sydney White
- 2008 – Ogre
- 2008 – Shark Swarm
- 2008 – Conjurer
- 2008 – H2O Extreme
- 2009 – The Rebound
- 2009 – Come Dance at My Wedding
- 2010 – Holyman Undercover
- 2010 – What Would Jesus Do?
- 2010 – Back Nine
- 2011 – Your Love Never Fails
- 2011 – Snow Beast
- 2011 – October Baby
- 2011 – Super Shark
- 2012 – Doonby
- 2012 – Hardflip
- 2012 – I am Gabriel
- 2013 – Sucky Sucky 5 Dollars?

## Diskografi
Album
- 1981 – Now or Never
- 1981 – White Christmas
- 1982 – Quiet Man
- 1983 – If You Believe
- 1984 – Too Good to Stop Now
- 1985 – Tryin' to Outrun the Wind
- 1985 – A Memory Like You
- 1986 – Take the Long Way Home
- 1986 – Social Amnesia (med Impossible Theatre)
- 1987 – You Ain't Seen the Last of Me
- 1987 – Greatest Hits (samlingsalbum)